# Wasil Basałaj
Wasil Mikałajewicz Basałaj (biał. Васіль Мікалаевіч Басалай, ros. Василий Николаевич Басалай, Wasilij Nikołajewicz Basałaj; ur. 25 listopada 1950 w Haci Wielkiej, zm. 14 października 2000) – białoruski inżynier, ekonomista i polityk, w latach 1997–2000 członek Rady Republiki Zgromadzenia Narodowego Republiki Białorusi I kadencji.

## Życiorys
Urodził się 25 listopada 1950 we wsi Hać Wielka, w rejonie iwacewickim obwodu brzeskiego Białoruskiej SRR, ZSRR. W 1976 roku ukończył Leningradzki Instytut Inżynieryjno-Ekonomiczny, uzyskując wykształcenie inżyniera ekonomisty. W latach 1976–1979 pracował jako starszy inżynier dyspozytor, kierownik narzędziowni, kierownik robót w Berezowskiej Zmechanizowanej Kolumnie Transportowej. W latach 1979–1990 był dyrektorem Berezowskiego Kombinatu Materiałów Budowlanych. W latach 1990–2000 pełnił funkcję dyrektora generalnego Państwowego Przedsiębiorstwa Przemysłowo-Produkcyjnego „Bierozastrojmatieriały”. 13 stycznia 1997 roku został członkiem nowo utworzonej Rady Republiki Zgromadzenia Narodowego Republiki Białorusi I kadencji. Od 22 stycznia pełnił w niej funkcję członka Stałej Komisji ds. Ekonomiki, Budżetu i Finansów. Zmarł tragicznie 14 października 2000 roku.

## Odznaczenia
- Order „Znak Honoru” (ZSRR)[1].

## Życie prywatne
Wasil Basałaj był żonaty, miał dwoje dzieci.